# James Piccoli
James Piccoli (Mont-real, 5 de setembre de 1991) és un ciclista canadenc, professional des del 2014 i actualment a l'equip Israel Start-Up Nation.

## Palmarès
- 2016
  - 1r al Tobago Cycling Classic
- 2017
  - 1r al Tour de Southland i vencedor d'una etapa
- 2018
  - 1r al Tour de Beauce i vencedor d'una etapa
- 2019
  - 1r al Tour de Gila i vencedor d'una etapa
  - Vencedor d'una etapa al Tour de Taïwan
  - Vencedor d'una etapa al Tour de Beauce
  - Vencedor d'una etapa al Tour de Utah
- 2023
  - Vencedor d'una etapa al Tour de Hainan

### Resultats a la Volta a Espanya
- 2020. 125è de la classificació general